# Quintino Vilas Boas Neto
Quintino Vilas Boas Neto (Esposende, Cávado, Portugal, 15 de març de 1915 - 8 de gener de 2004) fou un escultor portuguès. Provenia d'una família modesta però amb tradició amb el treball de la pedra. Fou un dels grans impulsors d'aquesta activitat econòmica, així com de l'activitat cultural a la regió d'Esposende, propera al riu Miño. Fou un dels pioners del treball de la pedra a Esposende, que encara avui en dia és molt popular. Deixà una vasta obra, tot i que dispersa, que va sobrepassar les fronteres. N'hi ha arreu: en esglésies, museus, galeries, carreres, places, jardins, tant públics com privats. Fins a la dècada dels seixanta era picapedrer, però després cultivà la vena artística. Practicava un art popular. Moldejà el granit, el marbre i la fusta i ensenyà l'art als seus fills. També se li han dedicat múltiples exposicions. La cambra Municipal d'Esposende li va atribuir la Medalla del Mèrit Municipal de l'Ajuntament, com a reconeixement a la seva obra i a la seva contribució artística de l'art de treballar el granit a la regió.